# L'Illuminista
L'Illuminista è una rivista di cultura contemporanea ad uscita quadrimestrale fondata da Walter Pedullà ed edita da Edizioni Ponte Sisto di Roma. Iniziò le sue pubblicazioni nel giugno del 2000 con un numero  dedicato alla comicità.
Sono usciti alcuni numeri speciali, come il numero monografico su Massimo Bontempelli, curato da Simona Cigliana (2005), l'antologia Narratori degli Anni Zero, dedicata a venticinque scrittori contemporanei e curata da Andrea Cortellessa nel 2011, e l'antologia di poeti contemporanei Poeti degli Anni Zero, curata da Vincenzo Ostuni.
- Direttore responsabile: Walter Pedullà
- Segretari di redazione: Simona Cigliana, Marco Ricciardi
- Redazione: Carlo Serafini, Siriana Sgavicchia